# Emmanuel Marre
Pour les articles homonymes, voir Marre (homonymie).
Emmanuel Marre est un réalisateur français né le 21 juin 1980 à Cormeilles-en-Parisis.

## Biographie
Emmanuel Marre a fait ses études à l'Institut des arts de diffusion en Belgique.
Son premier long métrage, Rien à foutre, réalisé avec Julie Lecoustre, est sélectionné à la Semaine de la critique du festival de Cannes 2021.

## Filmographie

### Réalisateur

#### Courts métrages
- 2008 : Michel, co-réalisé avec Antoine Russbach
- 2008 : La Vie qui va avec
- 2009 : Les Cheveux coupés
- 2011 : Le Petit chevalier
- 2012 : Chaumière
- 2014 : Le Désarroi du flic socialiste quechua
- 2017 : Le Film de l'été

#### Moyen métrage
- 2018 : D'un château l'autre

#### Long métrage
- 2021 : Rien à foutre, co-réalisé avec Julie Lecoustre

#### Série télévisée
- 2013 : BXLx24, saison 3 épisodes 3 et 11 co-réalisés avec Antoine Russbach

### Scénariste
- 2018 : Ceux qui travaillent d'Antoine Russbach

### Acteur
- 2013 : Septembre (court métrage) de Salomé Richard : Gilles

## Distinctions

### Récompenses
- 2017 (pour Le Film de l'été) :
  - Festival international du court métrage de Clermont-Ferrand : Grand prix
  - Prix Jean-Vigo
  - Festival du cinéma de Brive : Prix Ciné+
  - Festival IndieLisboa de Lisbonne : Grand prix du court métrage
- 2018 :
  - Festival de Namur : Bayard d'or du meilleur court métrage
  - Festival de Locarno : Pardino d'or du meilleur court-métrage pour D'un château l'autre[2]
- 2019 :
  - Festival Côté court de Pantin : Grand prix fiction pour D'un château l'autre
- 2021 :
  - Festival de Cannes : Prix de la fondation Gan à la Semaine de la critique pour Rien à foutre

### Sélections
- Festival de Berlin 2017 : en compétition pour l'Ours d'or du court métrage pour Le Film de l'été
- Magritte 2018 : nomination au Magritte du meilleur court métrage de fiction pour Le Film de l'été
- Magritte 2019 : nomination au Magritte du meilleur court métrage de fiction pour D'un château l'autre
- Festival de Cannes 2021 : en compétition pour le grand prix de la Semaine de la critique et pour la Caméra d'or pour Rien à foutre